# North Harbour International 2018
Die North Harbour International 2018 im Badminton fanden vom 1. bis zum 4. Februar 2018 in Auckland statt.

## Sieger und Platzierte
| Disziplin    | Gold                                       | Silber                         | Bronze                           |
| ------------ | ------------------------------------------ | ------------------------------ | -------------------------------- |
| Herreneinzel | Oscar Guo                                  | Abhinav Manota                 | Ashwant Gobinathan               |
| Herreneinzel | Oscar Guo                                  | Abhinav Manota                 | Edward Lau                       |
| Dameneinzel  | Jesica Muljati                             | Louisa Ma                      | Shaunna Li                       |
| Dameneinzel  | Jesica Muljati                             | Louisa Ma                      | Jennifer Tam                     |
| Herrendoppel | Kevin Dennerly-Minturn Oliver Leydon-Davis | Jonathan Curtin Dhanny Oud     | Dacmen Vong Daxxon Vong          |
| Herrendoppel | Kevin Dennerly-Minturn Oliver Leydon-Davis | Jonathan Curtin Dhanny Oud     | Simon Leung Mitchell Wheller     |
| Damendoppel  | Leanne Choo Renuga Veeran                  | Sally Fu Susannah Leydon-Davis | Erena Calder-Hawkins Jasmin Ng   |
| Damendoppel  | Leanne Choo Renuga Veeran                  | Sally Fu Susannah Leydon-Davis | Anona Pak Danielle Tahuri        |
| Mixed        | Maika Phillips Anona Pak                   | Fabrício Farias Jaqueline Lima | Kevin Dennerly-Minturn Kylie Luo |
| Mixed        | Maika Phillips Anona Pak                   | Fabrício Farias Jaqueline Lima | Tang Huaidong Jennifer Tam       |